# Чинор (станция метро)
«Чинор» (узб. Chinor) — станция Ташкентского метрополитена.
Пущена в эксплуатацию 26 декабря 2020 года в составе третьего участка Чиланзарской линии: «Алмазар» — «Чинор».
Конечная, расположена за станцией — «Янгихаёт».

## История
28 марта 2016 года глава администрации Ташкента Рахмонбек Усманов заявил, что столичные власти намерены в ближайшие четыре года достроить оставшийся участок линии метрополитена в Юнусабадском районе, а также приступить к строительству новой наземной ветки в Сергелийском районе.
В ноябре 2016 года начато строительство Сергелийского участка Чиланзарской линии. 26 декабря 2020 года участок ввели в эксплуатацию. Некоторое время после открытия станция носила временное название «5-бекат» (узб. 5-bekat). 9 августа 2023 года, после опросов жителей города, станция официально получило название «Чинор».

## Характеристика
Станция: надземного типа с островной платформой. 
С северной стороны оборудована лифтом для маломобильных пассажиров. 
С южной стороны в основном вестибюле установлен 3-ленточный эскалатор.
Платная пересадка с 11.03.2024.г. на станцию Кипчак Кольцевой линии осуществляется через надземный переход над улицей Кипчак.

## Галерея

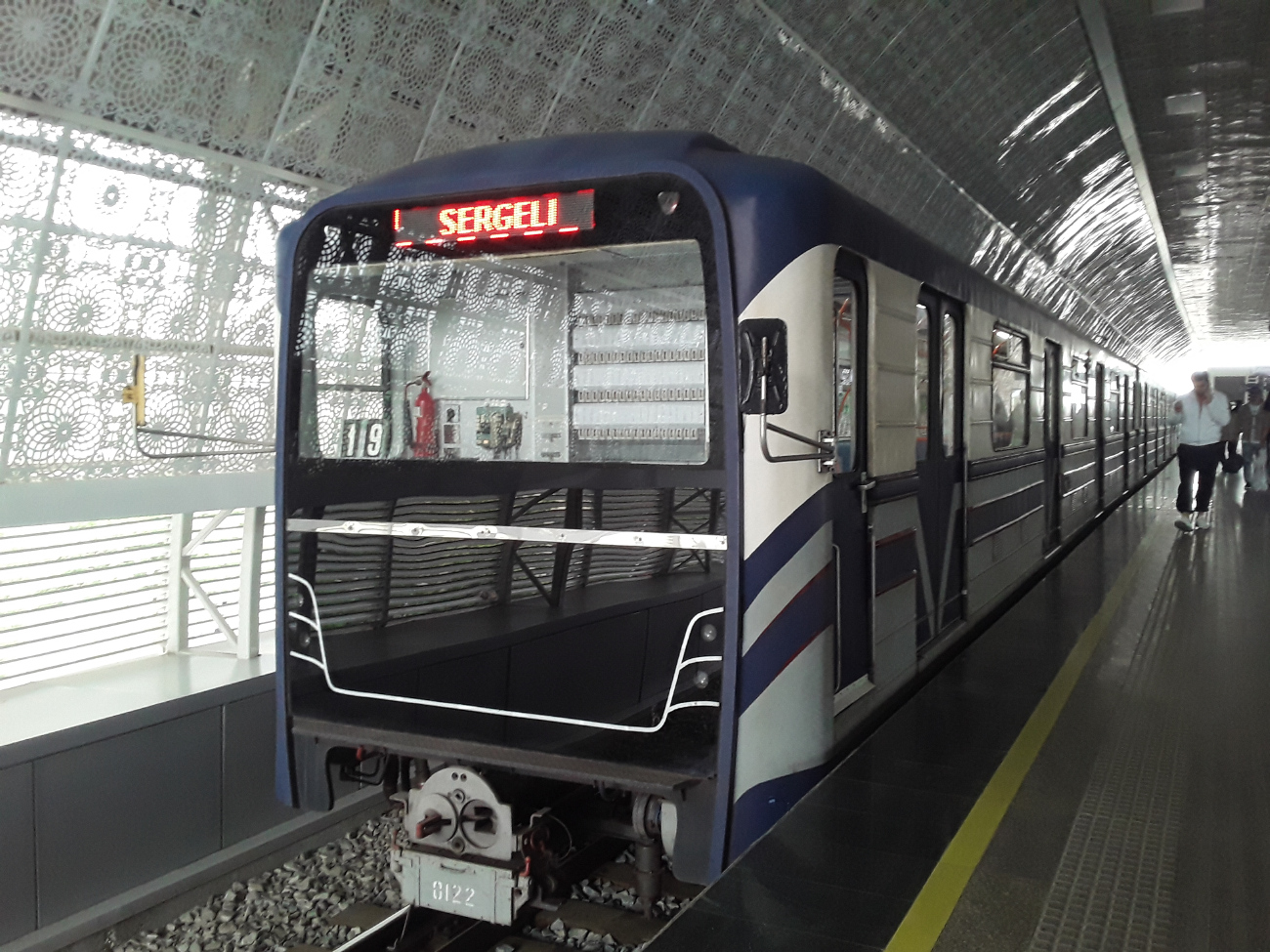
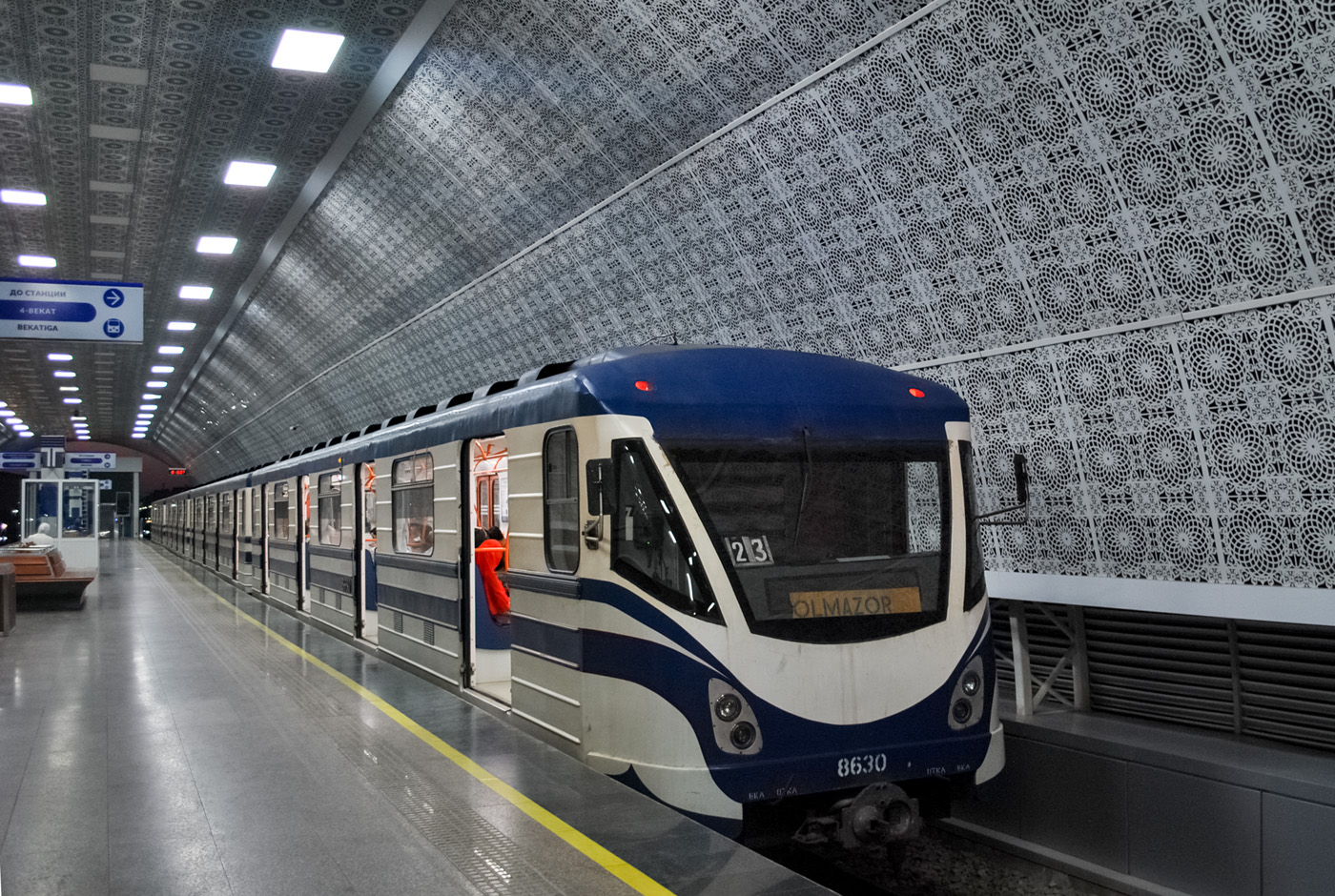